# Чемпіонат Туру WTA 2006
Чемпіонат Туру WTA 2006, також відомий під назвою Sony Ericsson Championships, - жіночий круговий тенісний турнір, що проходив на закритих кортах з твердим покриттям Madrid Arena у Мадриді (Іспанія). Це був 36-й за ліком чемпіонат завершення року в одиночному розряді, і 31-й - у парному. проходив у рамках Туру WTA 2006. Тривав з 7 до 12 листопада 2006 року. Четверта сіяна Жустін Енен-Арденн здобула титул в одиночному розряді й отримала 1 мдн. доларів США, а також 525 рейтингових очок. Завдяки цій перемозі Енен-Арденн зберегла звання першої ракетки світу.

## Фінальна частина

### Одиночний розряд
Жустін Енен-Арденн —  Амелі Моресмо, 6–4, 6–3.

### Парний розряд
Ліза Реймонд /  Саманта Стосур —  Кара Блек /  Ренне Стаббс, 3–6, 6–3, 6–3.